# Verner Söderkvist
Jonas Ludvig Verner Söderkvist, född 15 juni 1885 i Nordingrå församling, Västernorrlands län, död 7 augusti 1968 i Alnö församling, Västernorrlands län, var en svensk överlärare och politiker (socialdemokrat).
Söderkvist var riksdagsledamot för socialdemokraterna från 1938 i första kammaren, invald i Västernorrlands läns och Jämtlands läns valkrets.